# Groninger School
Het begrip Groninger School werd geherintroduceerd door schrijver Ab Visser. Hij noemde in 1970 de door Ferdinand Langen en hemzelf in de jaren dertig te Groningen opgerichte kunstenaarskring Het Drieluik gekscherend ‘De Groninger School’. Andere schrijvers en dichters die de literaire bijeenkomsten van Het Drieluik in Groningen bezochten waren: Max Dendermonde, A. Marja, Eddy Evenhuis, Albert Redeker, Koos Schuur, Harry Brander, Ruurd Elzer, Michiel Huizenga, Reinold Kuipers, Paul Lenda en Menno de Munck. De kunstenaarskring hield in 1940 op te bestaan.

## Jaren negentig
Het begrip Groninger School raakte andermaal in gebruik dankzij dichter Bart FM Droog die het in de Rottend Staal Nieuwsbrief in 1997 opnieuw introduceerde. Wederom verwees het begrip naar een groep in Groningen woonachtige schrijvers, dichters en kunstenaars die elkaar regelmatig troffen, onder meer in nachtcafé Koekkoek, waar Droog zelf (later opgevolgd door Tsead Bruinja) elke woensdagnacht een literair programma organiseerde. De gasten kwamen overigens niet alleen uit Groningen maar uit alle delen van Nederland en soms ook uit het buitenland. Schrijvers en dichters die in de media in verband werden gebracht met de Groninger School waren onder anderen: Tsead Bruinja, Liesbeth van Dalsum (pseudoniem van Bart FM Droog), Daniël Dee, Bart FM Droog, Sieger M. Geertsma, Ruben van Gogh, Karel ten Haaf, Tjitse Hofman, Ronald Ohlsen en Albertina Soepboer.